# Hannah Webster Foster
Hannah Webster Foster (ur. 10 września 1758 w Salisbury, zm. 17 kwietnia 1840 w Montrealu) – amerykańska pisarka, autorka powieści epistolarnej The Coquette, cieszącą się sporą popularnością w Stanach Zjednoczonych końca XVIII wieku.
W kwietniu 1785 poślubiła unitariańskiego pastora Johna Fostera. Powieść, której pełny tytuł brzmi The Coquette; or, The History of Eliza Wharton opublikowała w 1797, podpisując się pseudonimem A Lady of Massachusetts. Utwór jest pierwszą powieścią napisaną przez rodowitą Amerykankę. Napisała również The Boarding School.
Jej córkami były pisarki Harriet Vaughan Cheney i Eliza Lanesford Cushing.